# Королевские музеи изящных искусств (Брюссель)
Королевские музеи изящных искусств (Бельгия) (фр. Musées royaux des Beaux-Arts de Belgique, нидерл. Koninklijke Musea voor Schone Kunsten van België) — музейный комплекс в Брюсселе и его пригороде Икселе. Содержит значительную коллекцию живописи и скульптуры, находящуюся в собственности бельгийского государства. В состав комплекса входят

(в Брюсселе)
- Музей старинного искусства (полное наименование: фр. Musée royal d'art ancien à Bruxelles)
- Музей современного искусства (фр. Musée royal d'art moderne à Bruxelles)
- Музей Магритта (фр. Musée Magritte)
- Музей «Конец века»

(в Икселе)
- Музей Вирца (фр. Musée Wiertz)
- Музей Менье (фр. Musée Meunier).

## История
Во время оккупации Австрийских Нидерландов французскими революционными войсками в 1794 г. в Брюсселе началась конфискация произведений искусства. Конфискованное складировалось и частью перевозилось в Париж. Оставшиеся художественные ценности послужили основой учреждённого Наполеоном Бонапартом в 1801 г. в Брюсселе музея, впервые открывшего свои двери публике двумя годами позже во дворце австрийского штатгальтера. В последующие годы некоторые произведения искусства из этой коллекции были отправлены в Париж. Все конфискованные ценности вернулись из Парижа в Брюссель только после низложения Наполеона. С 1811 г. музей поступил в собственность города Брюсселя. С возникновением при короле Вильгельме I Объединённого Королевства Нидерландов фонды музея значительно расширились. В 1835 г. король Леопольд I принял решение о создании теперь уже в бельгийской столице национального музея бельгийских художников. Семью годами позже городская и королевская коллекции были объединены и получили в 1846 г. название Королевских музеев живописи и скульптуры Бельгии. А за год до этого в музее возник отдел современного искусства.
В 1887 г. открылось новое здание музея на Rue de la Régence / Regentschapsstraat, созданное по проекту Альфонса Балата, в котором разместился отдел старинного искусства. Собрание произведений XIX в. осталось на прежнем месте во дворце Габсбургов. Лишь почти через 100 лет к музею было пристроено здание для разросшейся коллекции искусства XX в.

## Музей старинного искусства

### Фламандская коллекция
В собрании Музея старинного искусства находится около 1 200 произведений западноевропейского искусства, охватывающих период с XIV по XVIII век. В основе коллекции — произведения фламандской живописи, почти все фламандцы представлены своими значимыми работами. Среди самых известных картин: «Благовещение» Робера Кампена, «Пьета» и два портрета работы Рогира ван дер Вейдена, несколько картин Дирка Боутса на религиозные темы, Петруса Кристуса и Хуго ван дер Гуса, несколько портретов и «Мученичество св. Себастьяна» Ханса Мемлинга, «Мадонна и дитя» и триптих лёвенского братства Св. Анны Квентина Массейса, «Венера и Амур» и два портрета донаторов Мабюза.

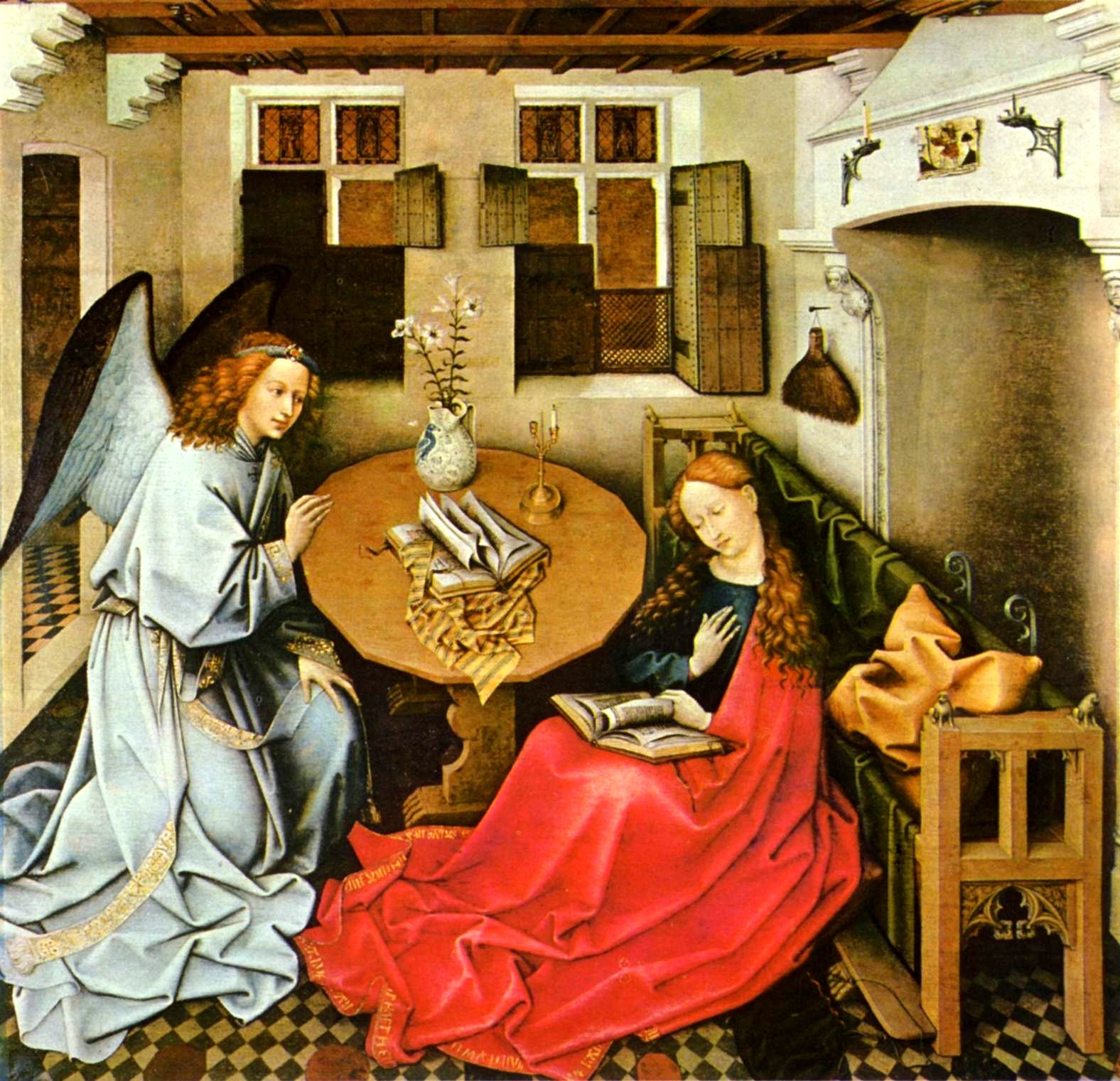
Робер Кампен. Благовещение. 1420-1440
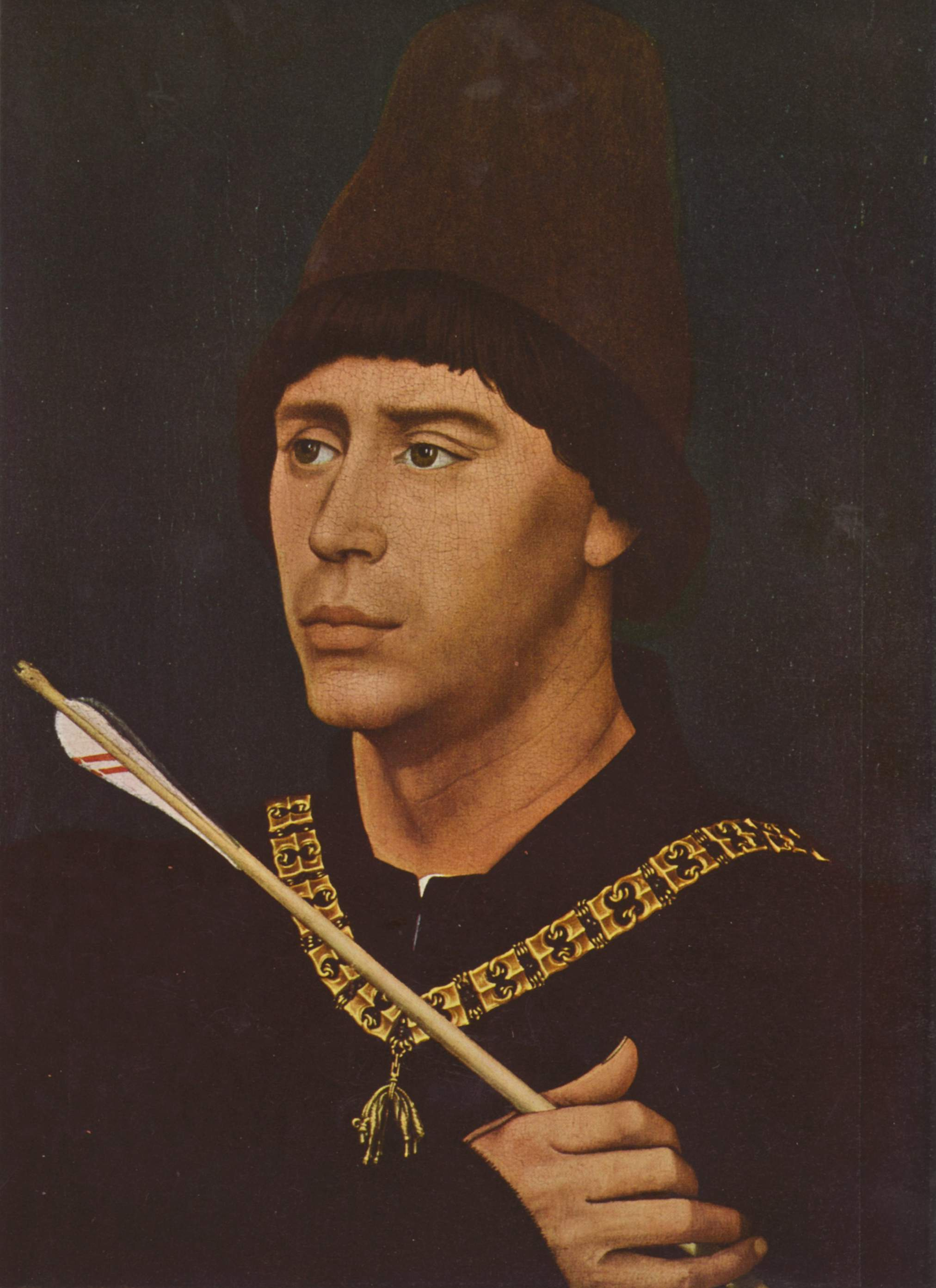
Рогир ван дер Вейден. Портрет Антона Бургундского. 2-я треть XV в.
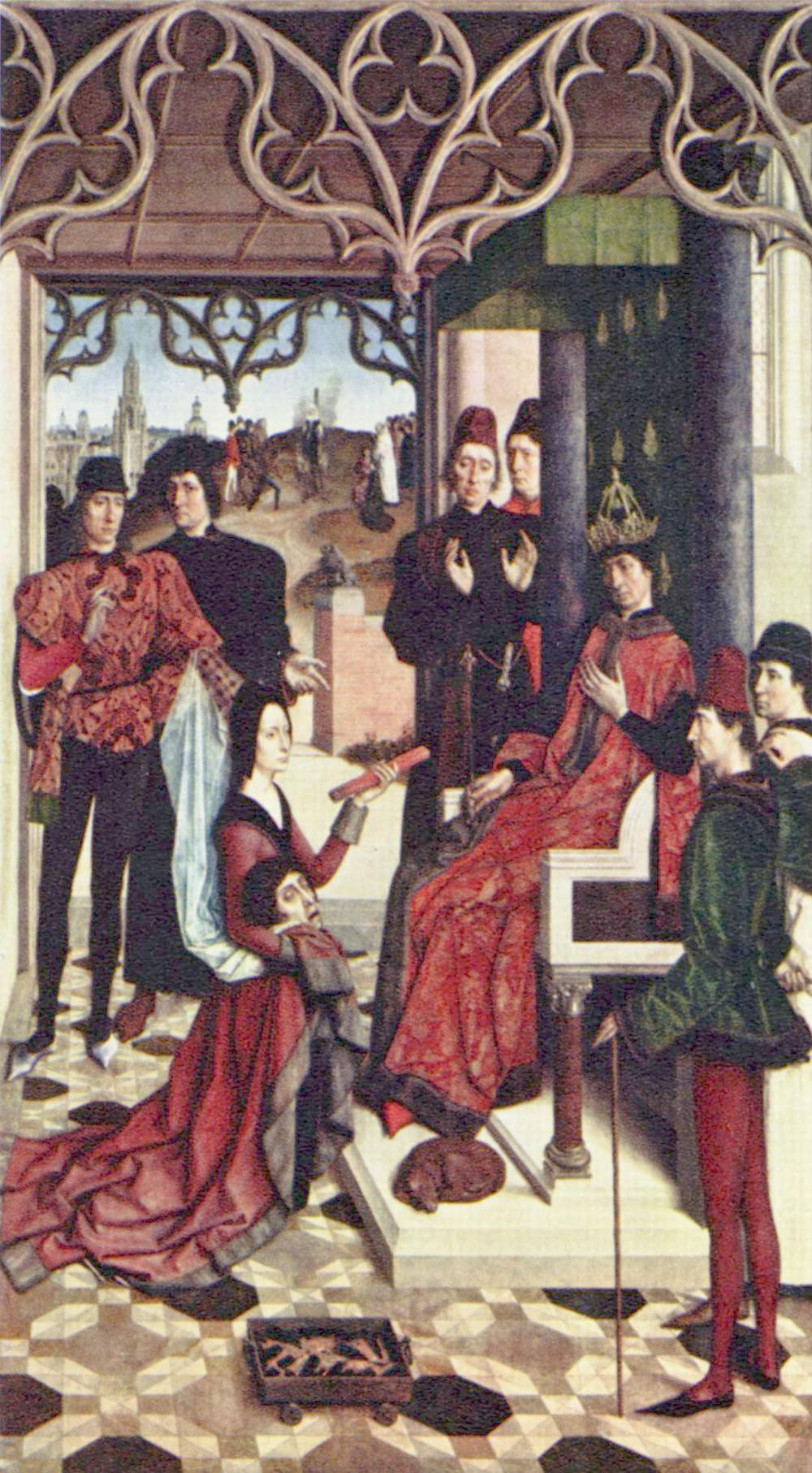
Дирк Баутс. Алтарь Правосудия: Суд Оттона. 1470-1475
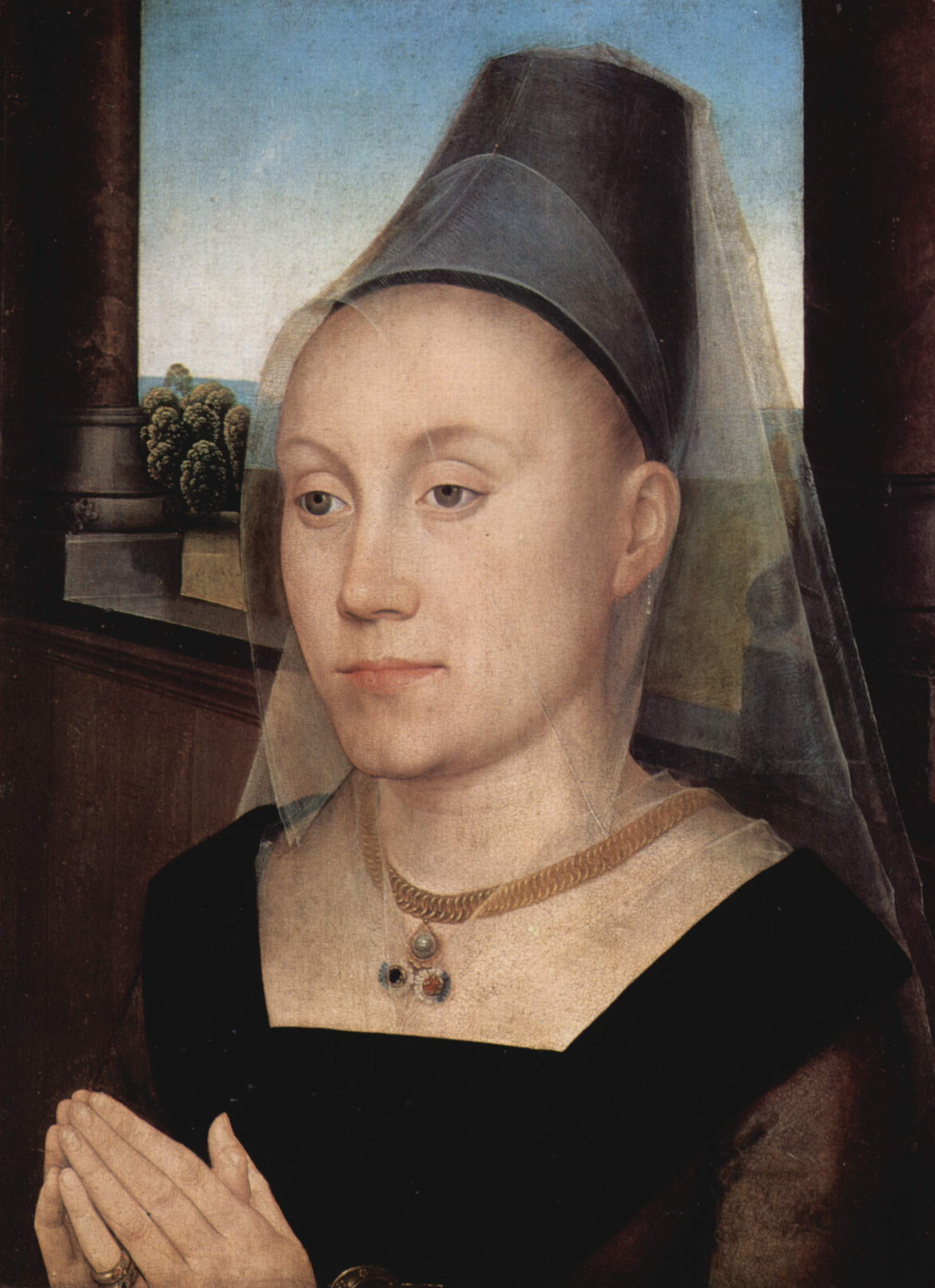
Ханс Мемлинг. Портрет Барбары ван Вленденберг. Ок. 1480
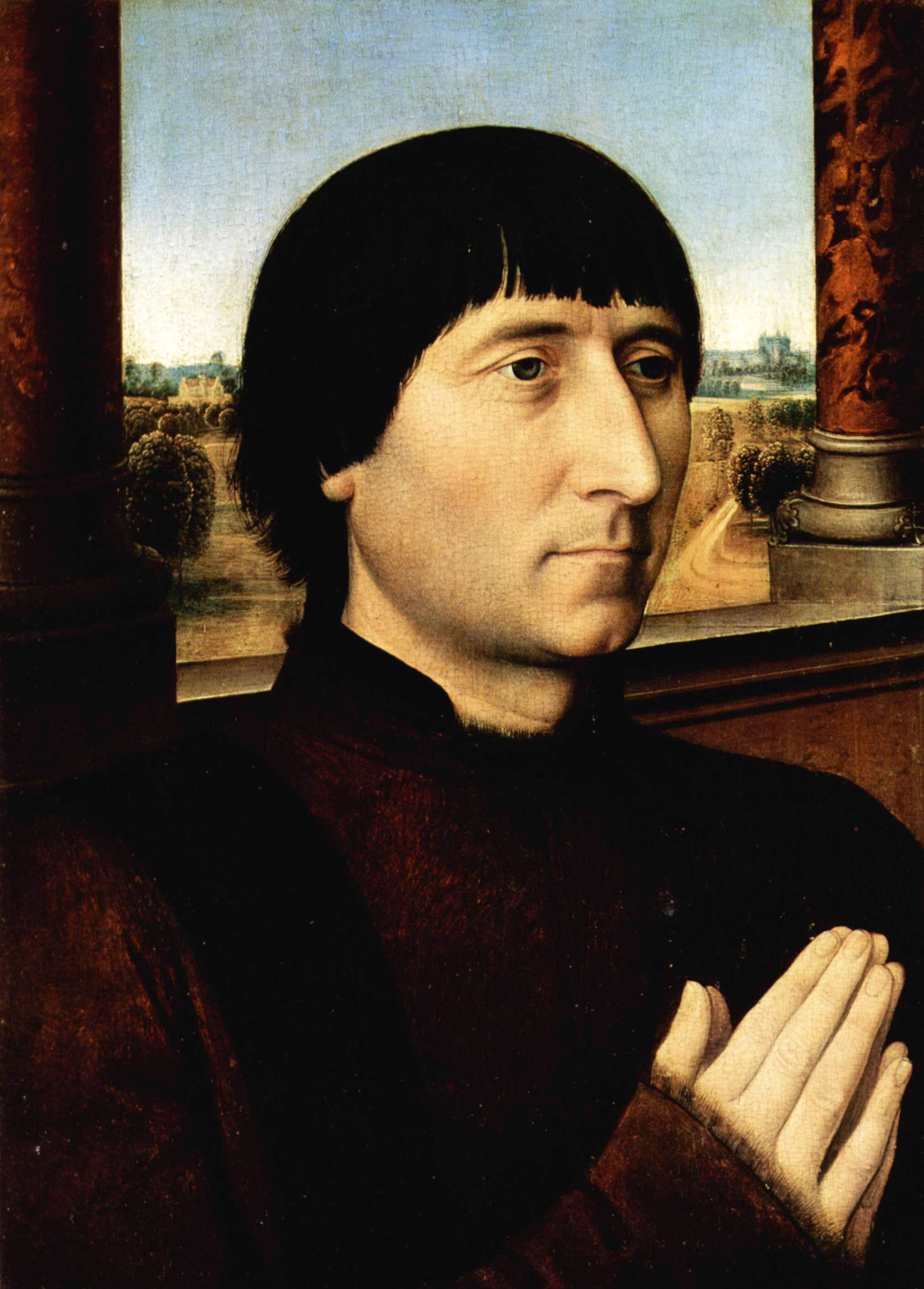
Ханс Мемлинг. Портрет Виллема Морееля. Ок. 1480
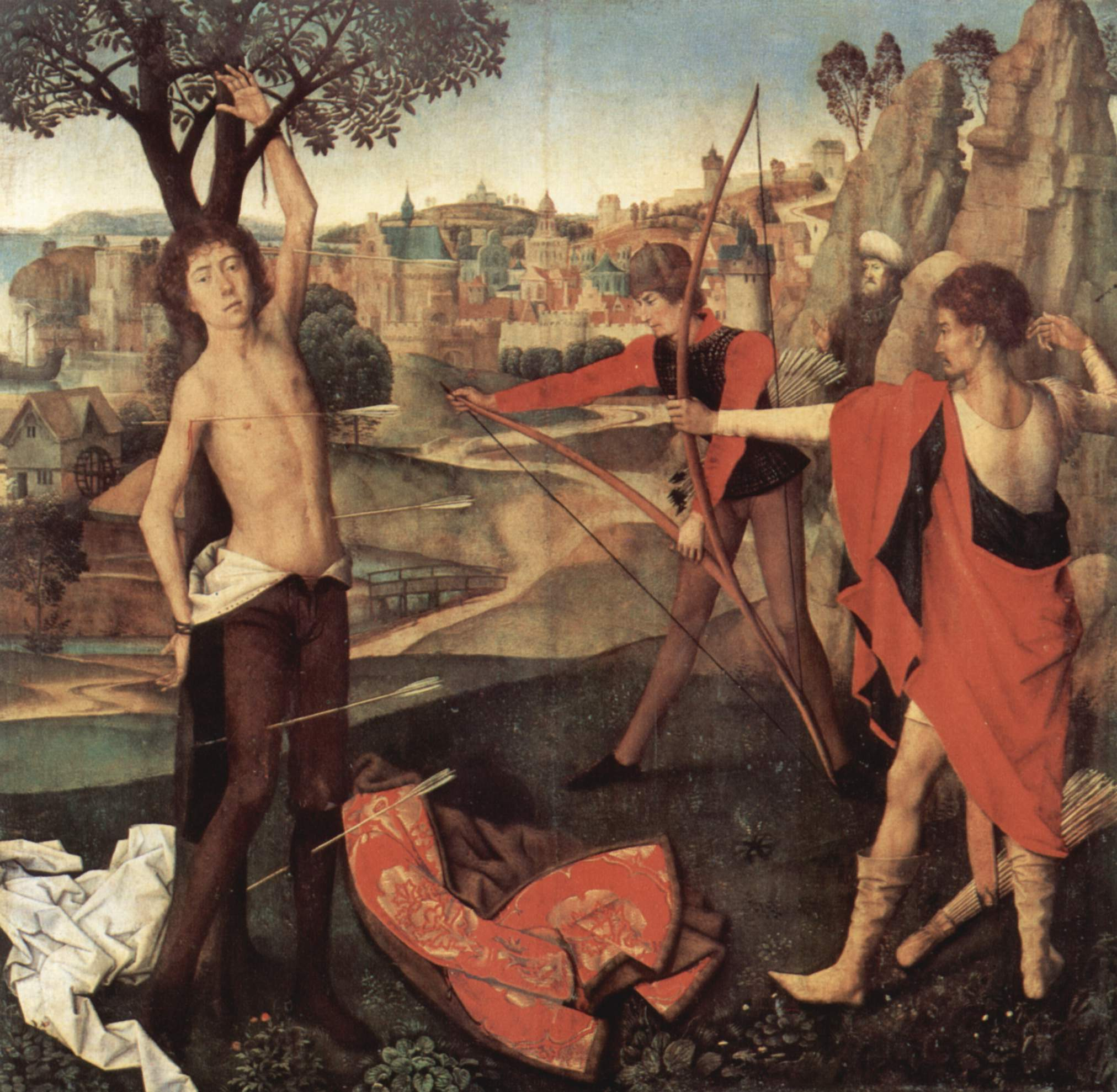
Ханс Мемлинг. Мученичество св. Себастьяна. 1470-1480

В музее находятся семь произведений Питера Брейгеля (Старшего) в том числе знаменитое «Падение восставших ангелов», а также «Поклонение волхвов», «Зимний пейзаж с конькобежцами и ловушкой для птиц», «Перепись в Вифлееме», «Пейзаж с падением Икара» (ранняя копия), «Вино в праздник св. Мартина» (ранняя копия), «Зевающий мужчина» (авторство оспаривается).
Творчество Рубенса представлено многими картинами, в том числе «Христос и блудница», этюд с головами негров, «Поклонение мудрецов», «Несение креста», «Мученичество св. Ливиния», «Мученичество св. Урсулы», «Пейзаж с охотой Аталанты», «Портрет Петруса Пекиуса» (?), «Чудо св. Бенедикта», «Падение Икара», «Падение титанов» и «Коронование Девы Марии». Произведения Якоба Йорданса: «Восхваление Помоны», «Св. Мартин исцеляет одержимого», «Сусанна и старцы», «Состязание Аполлона и Пана», «Сатир и крестьяне». Полотна ван Дейка: «Портрет Жана-Шарля делла Фай», «Портрет скульптора Франсуа Дюкенуа», «Портрет генуэзской дамы и её дочери», «Ринальдо и Армида» и «Распятие Христа».

Питер Брейгель Старший. Падение восставших ангелов. 1562
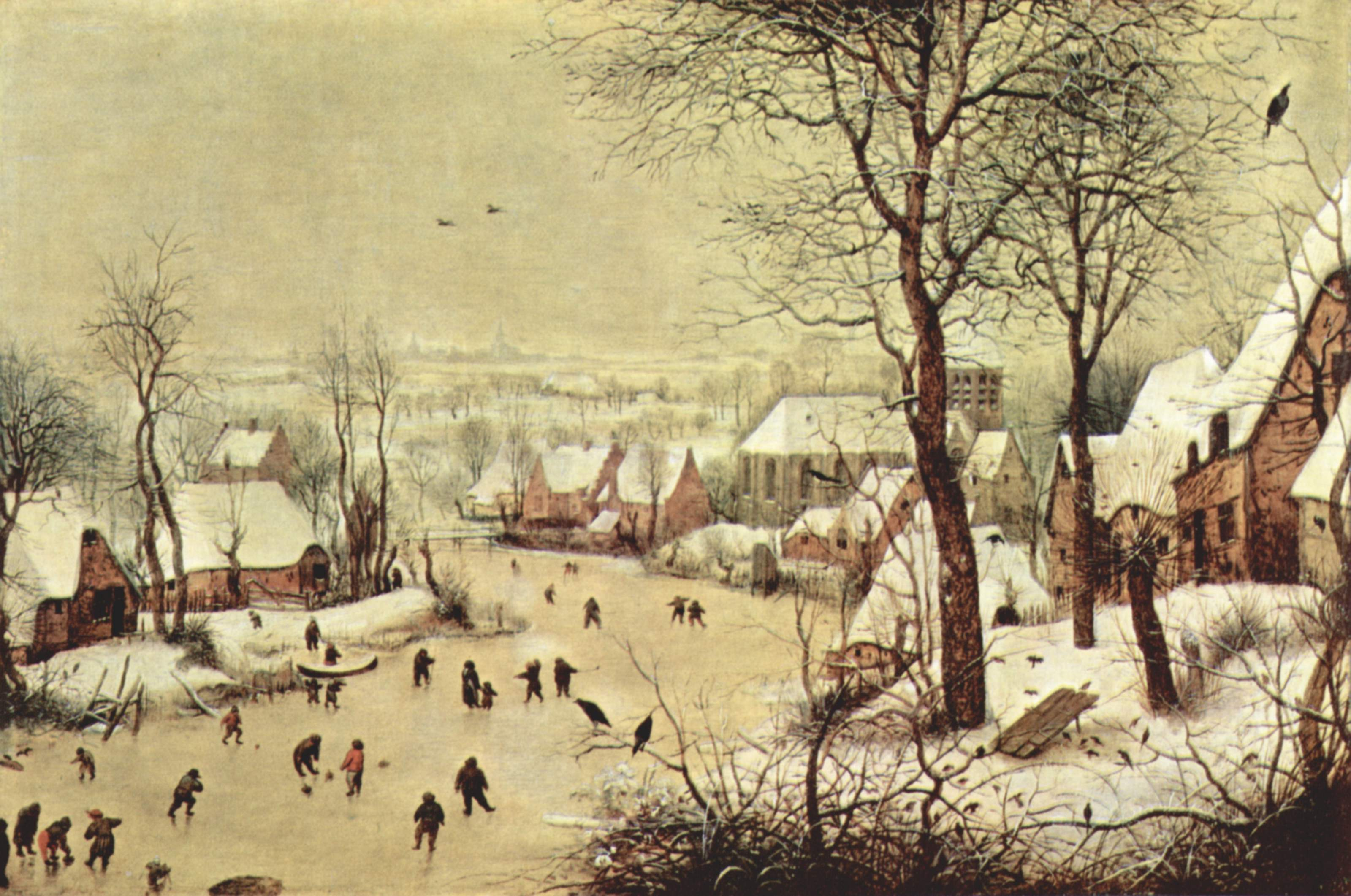
Питер Брейгель Старший. Зимний пейзаж с конькобежцами и ловушкой для птиц. 1565
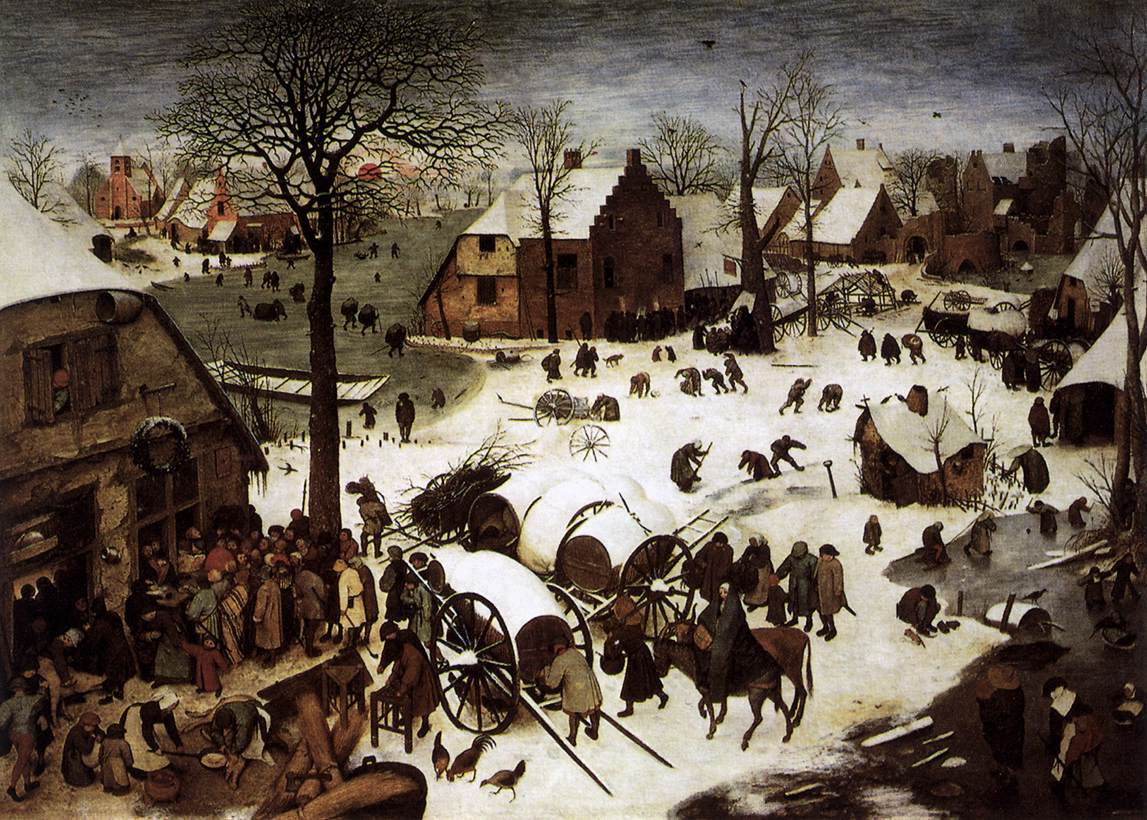
Питер Брейгель Старший. Перепись в Вифлееме. 1566
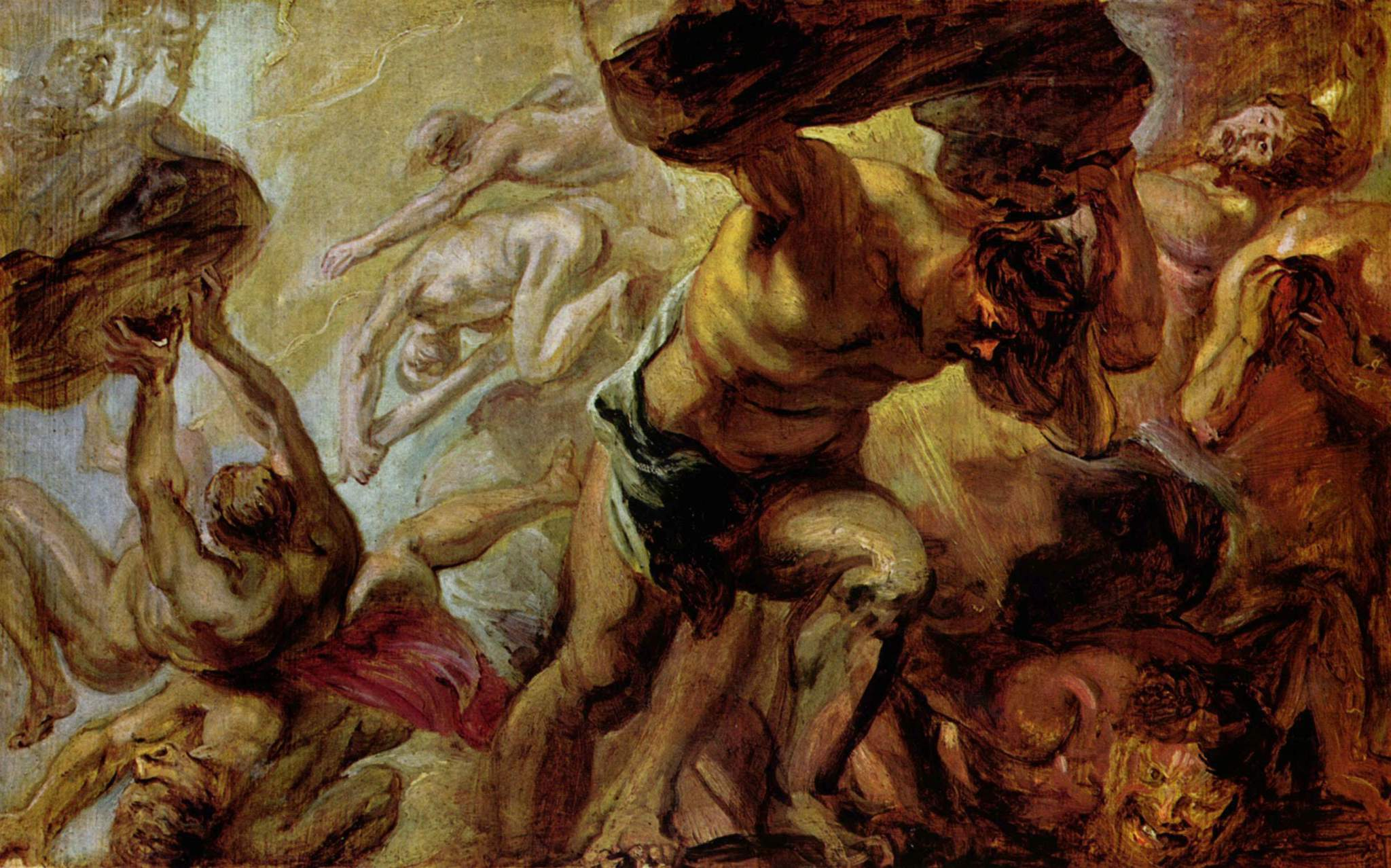
Питер Пауль Рубенс. Падение титанов. 1637-1638
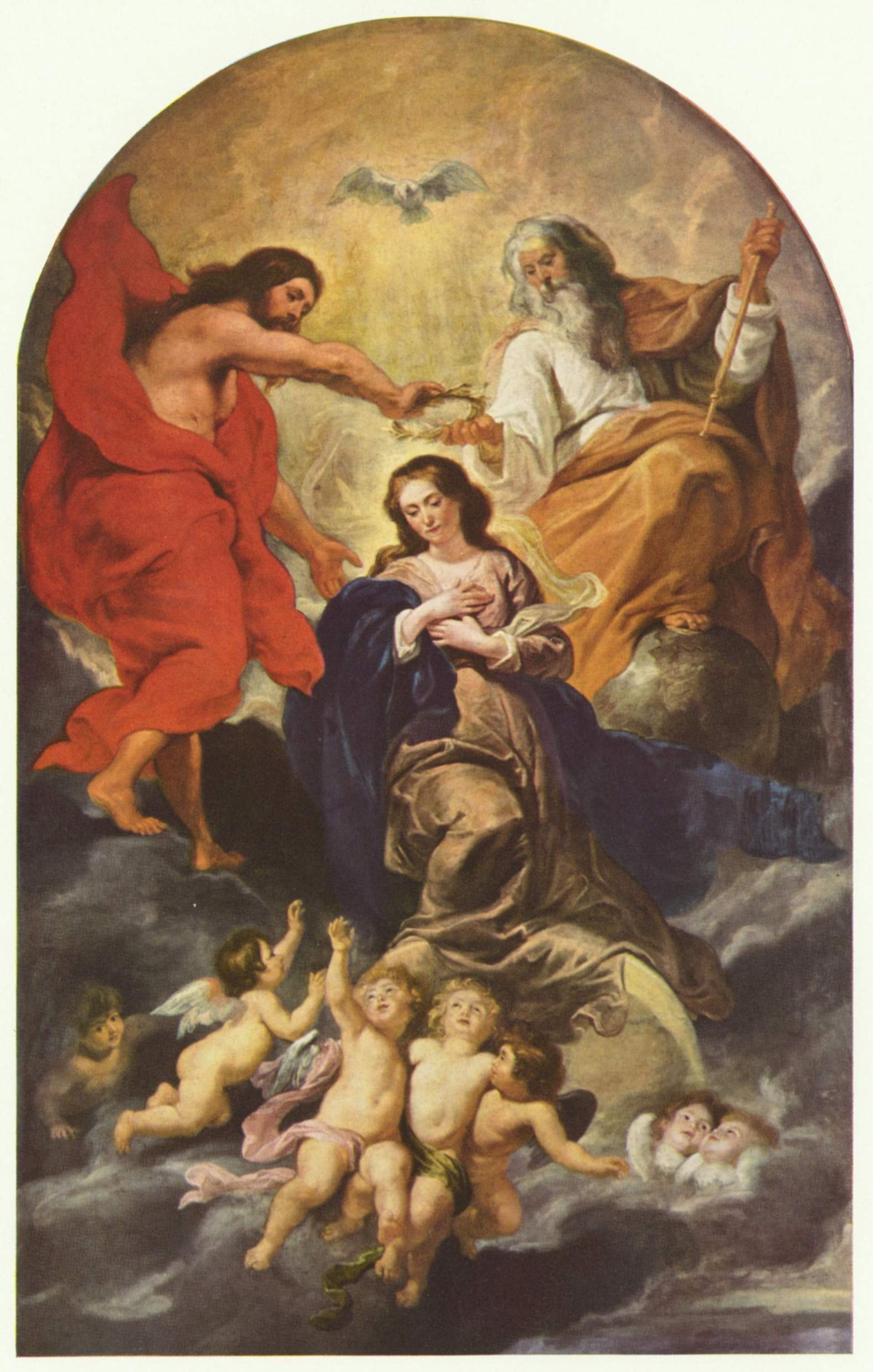
Питер Пауль Рубенс. Коронование девы Марии. 1-я половина XVII в.
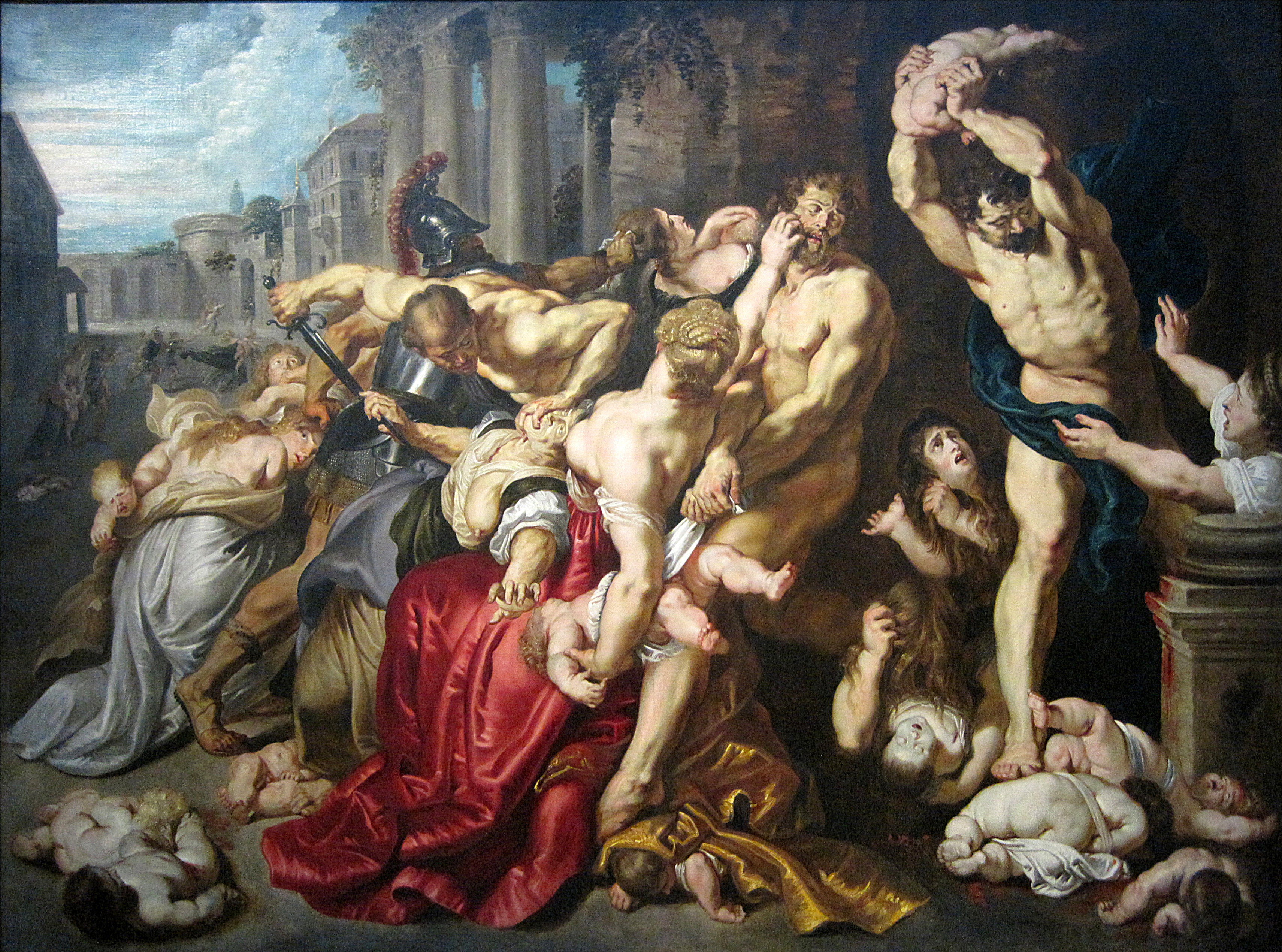
Питер Пауль Рубенс. Избиение младенцев. 1611-1612
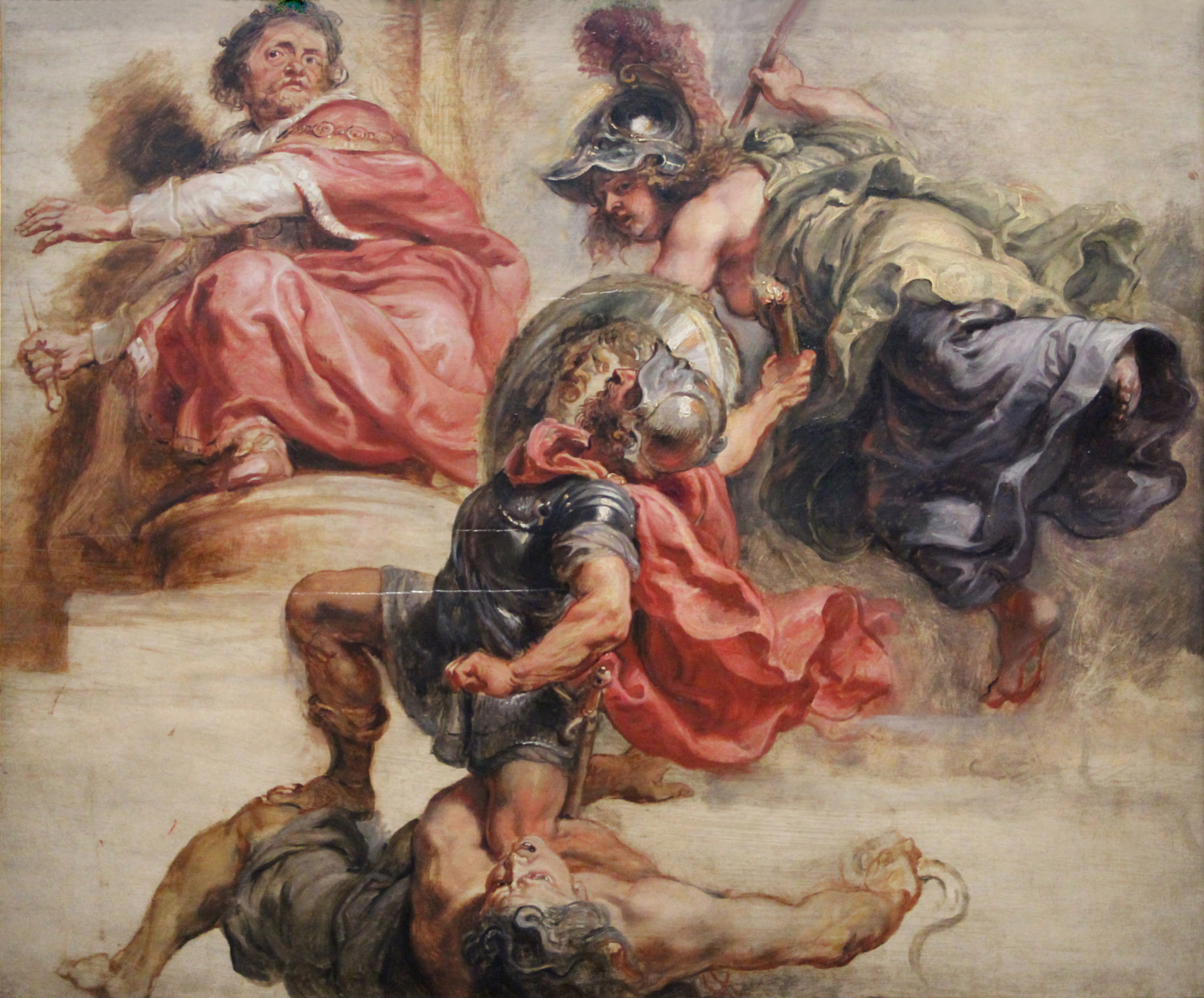
Питер Пауль Рубенс. Мудрость победоносной войны и раздоры. 1632-1633
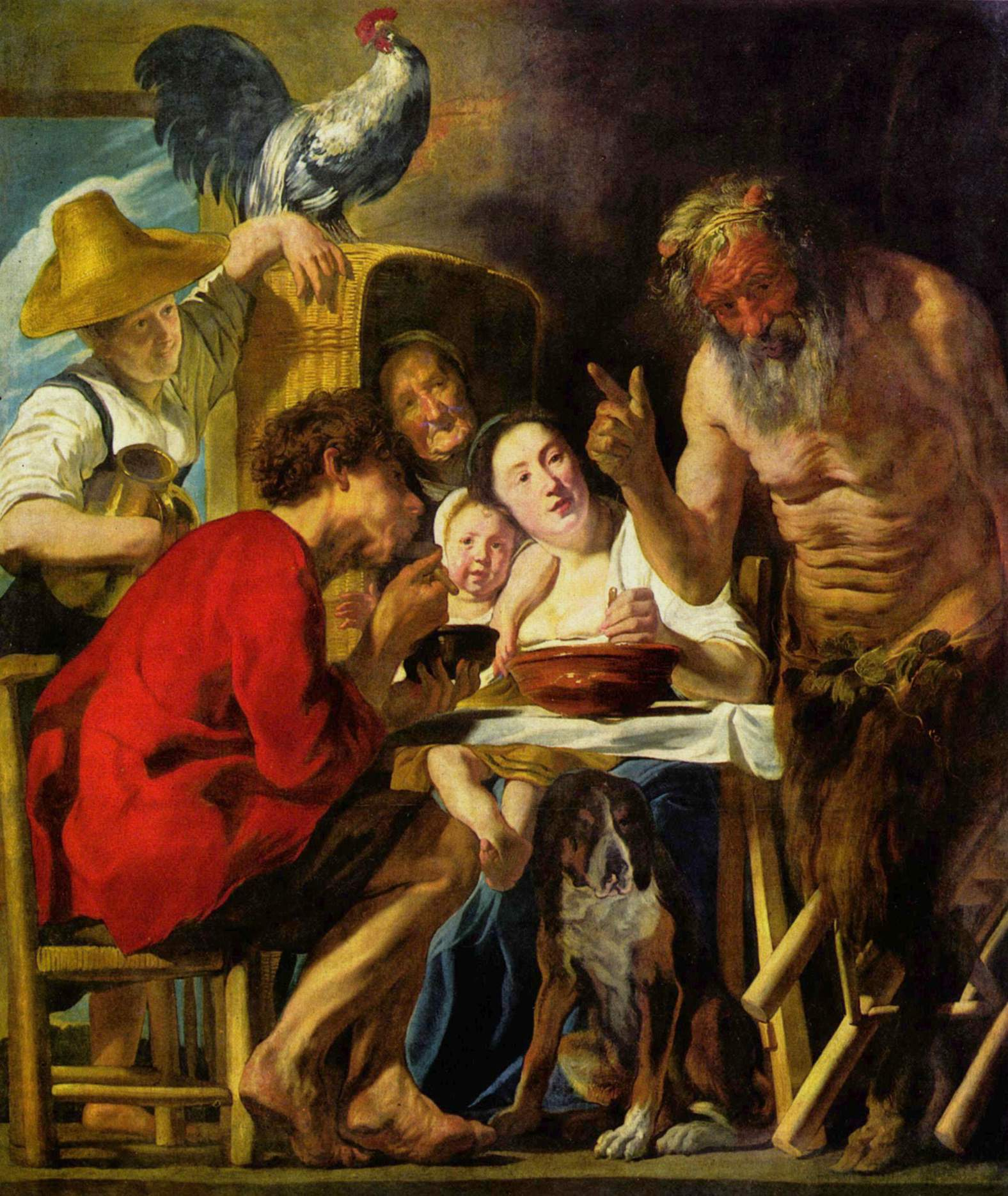
Якоб Йорданс. Сатир и крестьяне. 1620
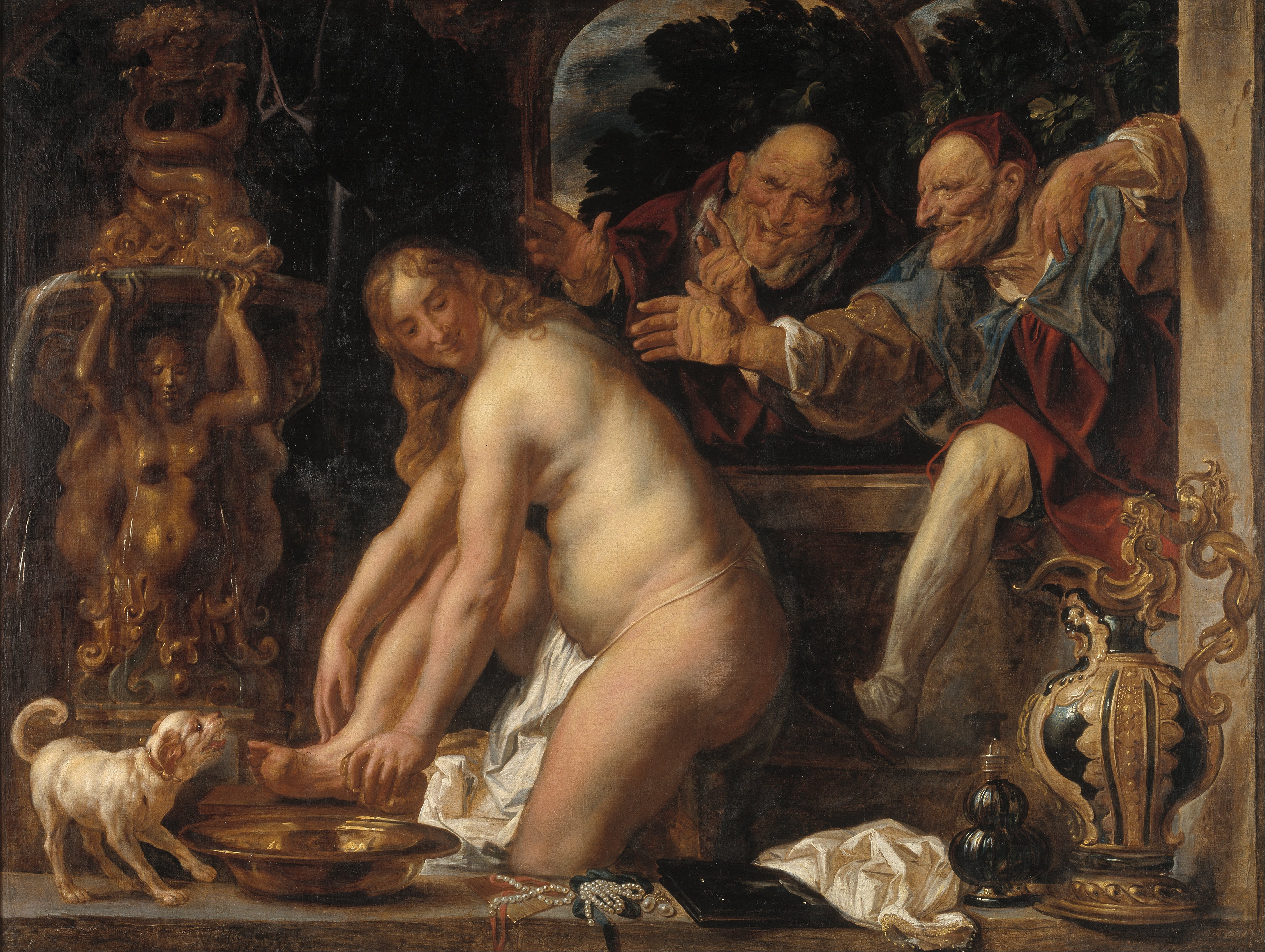
Якоб Йорданс. Сусанна и старцы. 1653
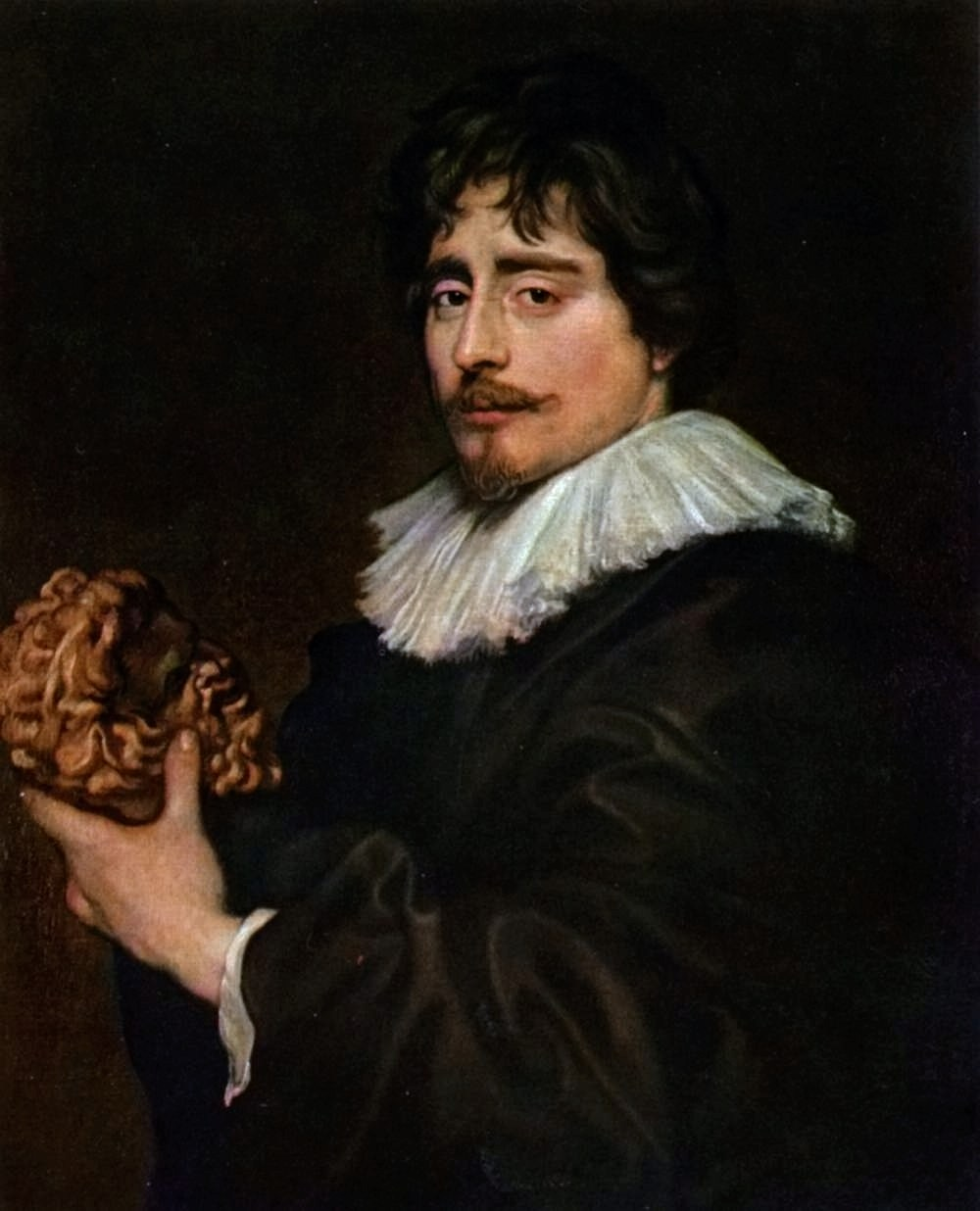
Антонис ван Дейк. Портрет Франсуа Дюкенуа. 1-я треть XVII в.

Кроме этого во фламандской коллекции Музея старого искусства хранятся «Свадьба» Питера Брейгеля Младшего, «Кладовка» и «Охота на оленя» Франса Снейдерса, «Выпивохи во дворе» Адриана Браувера, «Фламандская ярмарка», «Игроки в карты» и натюрморт Давида Тенирса Младшего.

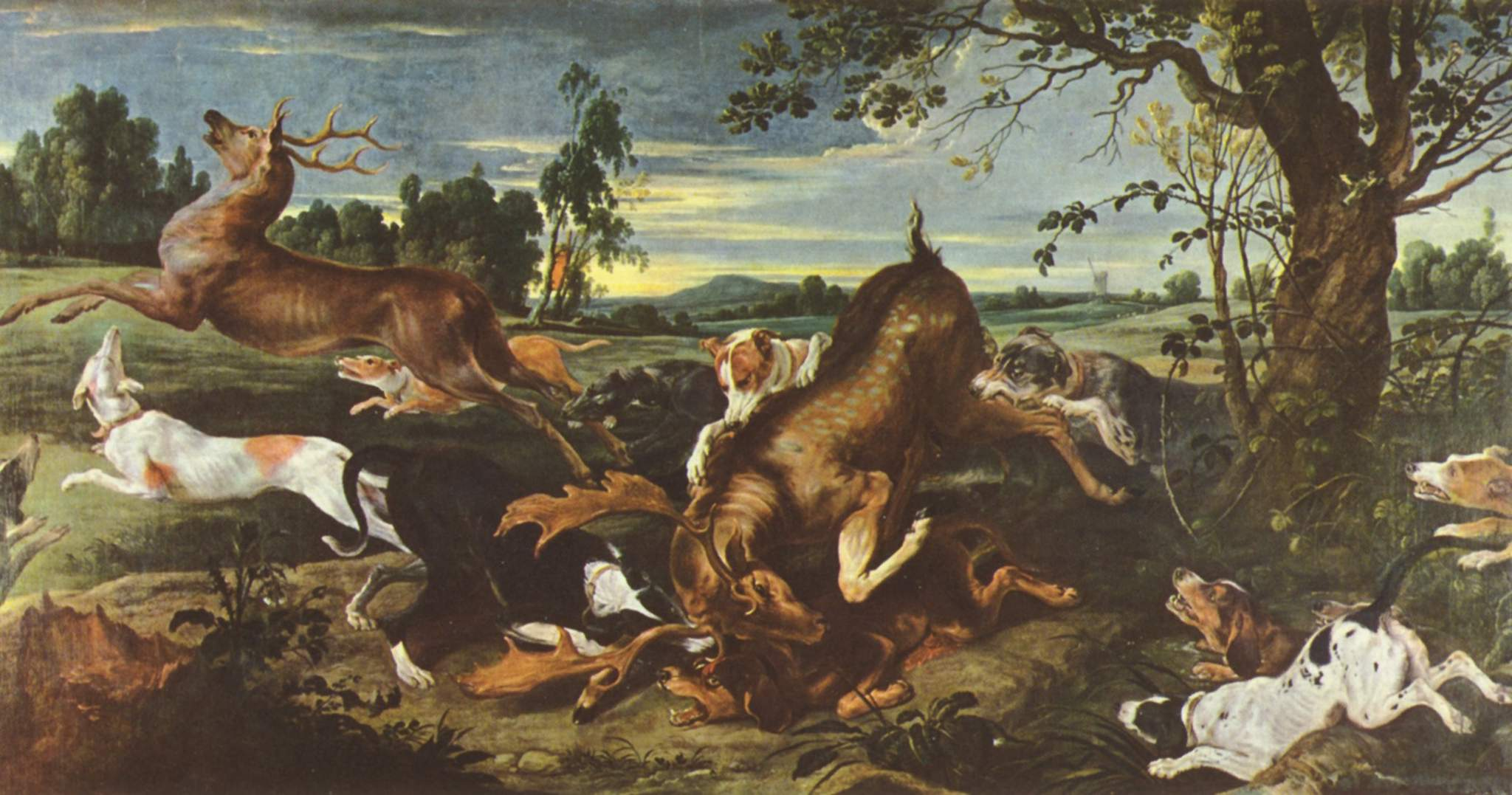
Франс Снейдерс. Охота на оленя. 2-я четверть XVII в.
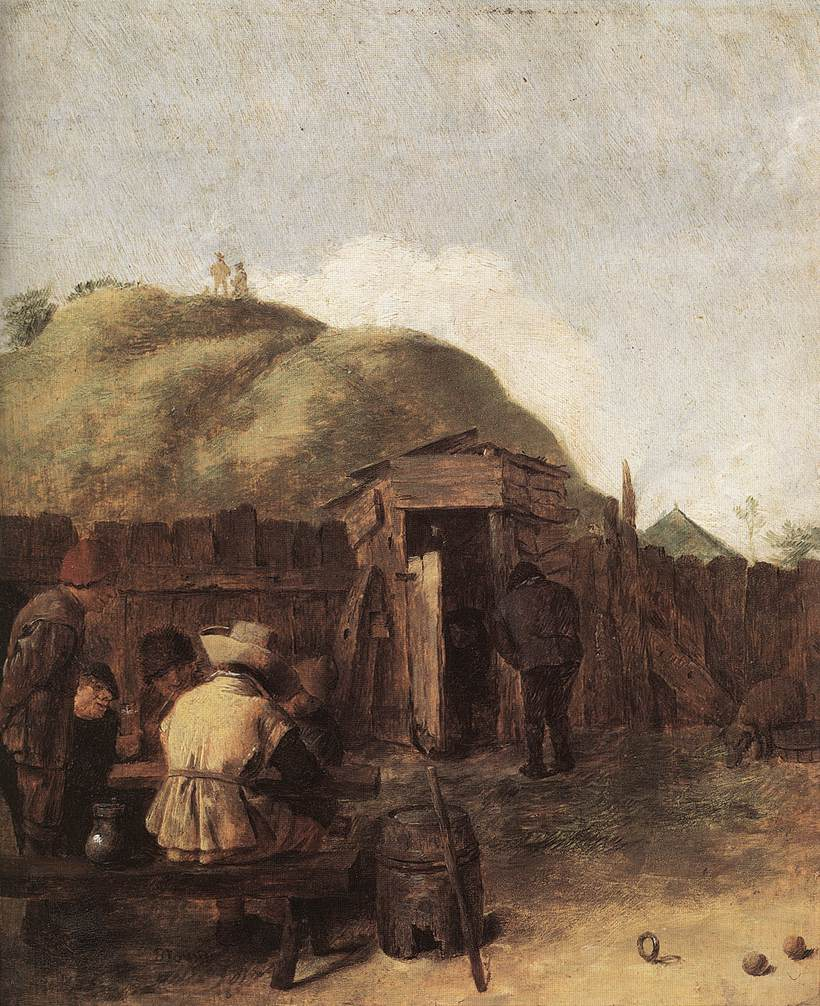
Адриан Браувер. Выпивохи во дворе. 1631-1632
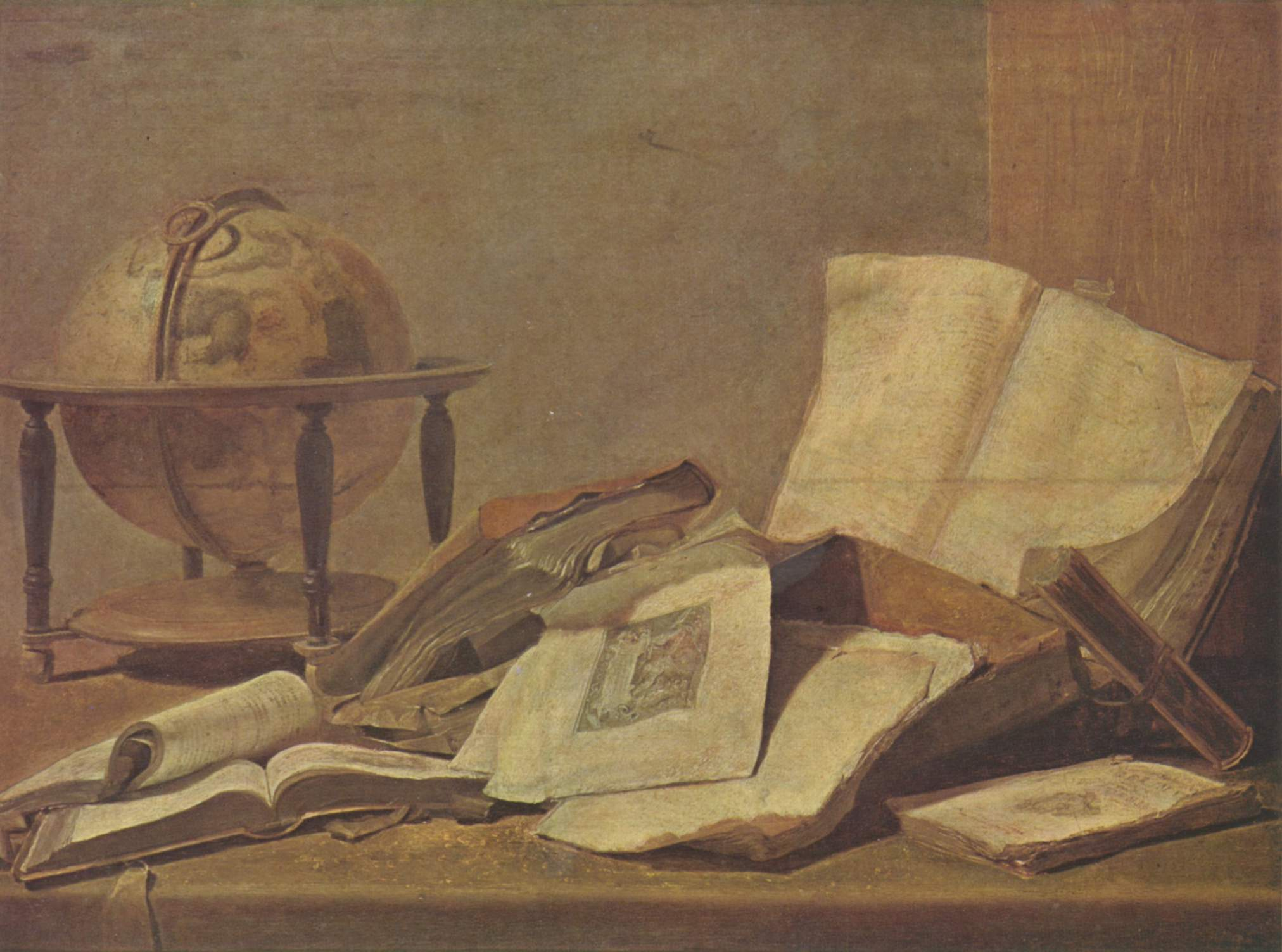
Давид Тенирс Младший. Натюрморт. 1645-1650

### Голландская коллекция
Голландская коллекция Королевских музеев скромна, но отличается качеством представленных экспонатов. Сюда относятся изображение детей и несколько портретов Франса Халса, «Портрет Николааса ван Бамбеека» работы Рембрандта, «Общий стакан» Питера де Хооха, «Трапеза» Габриэля Метсю и «Вид на Харлемское море» Якоба ван Рейсдаля. Самый популярный экспонат этого раздела музея — триптих «Искушение св. Антония» (копия неизвестного художника из мастерской Босха).

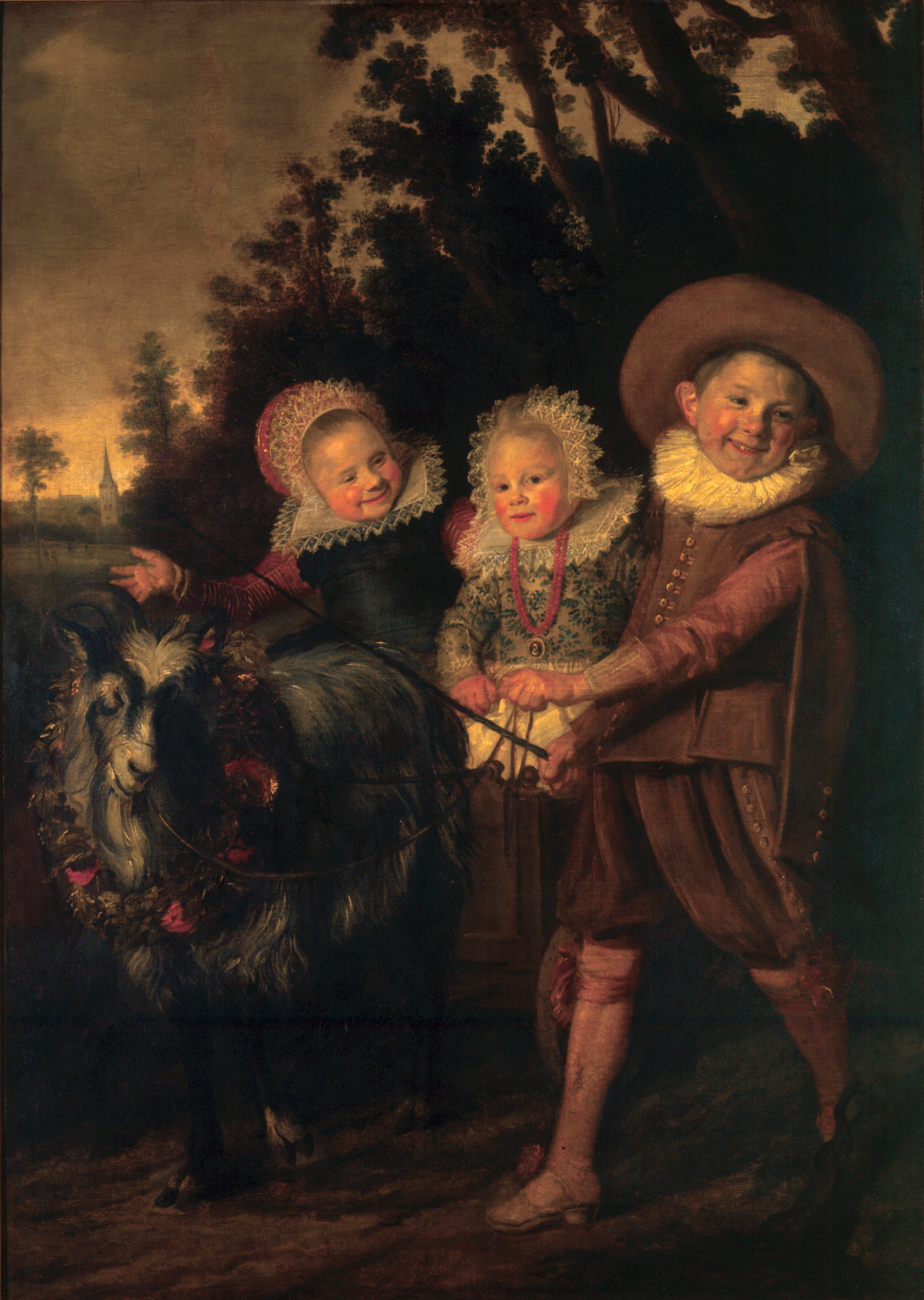
Франс Халс. Трое детей с козлом и тележкой. Ок. 1620
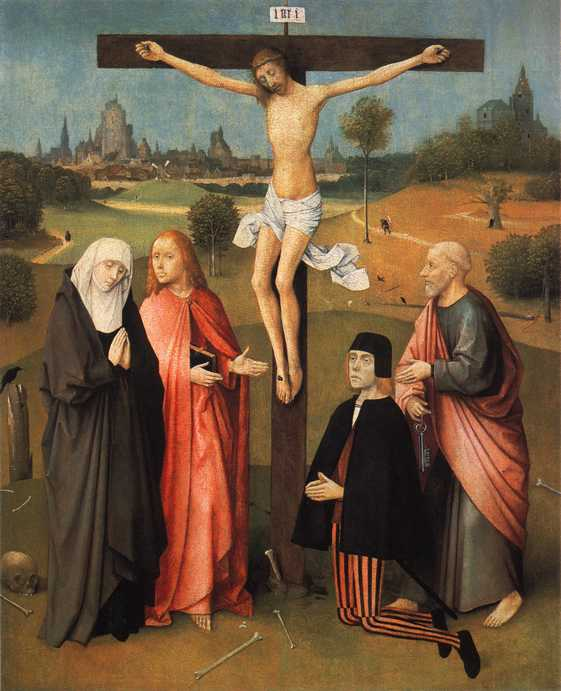
Иероним Босх. Распятие с донатором. 1480-1485.

### Французская и итальянская живопись
Французскую живопись представляют Клод Лоррен с его «Энеем на охоте на оленей на берегу Ливии», Юбер Робер с «Фонтаном и колоннадой в парке» и Жан-Батист Грёз с «Портретом Жоржа Гугено де Кроисси (?)».
В музее представлены итальянские живописцы венецианской школы: «Святая Дева с дитя» и «Св. Франциск» Карло Кривелли, «Мученичество св. Марка» Якопо Тинторетто, «Божественные добродетели» Джамбатиста Тьеполо и ведута Франческо Гварди.

### Лукас Кранах (Старший)
В музее хранится помимо «Адама и Евы» и «Венеры и Амура» известнейший «Портрет доктора Шейринга», который в Германии прочно ассоциируется с банкнотой в 1000 немецких марок, на которой он был изображён.

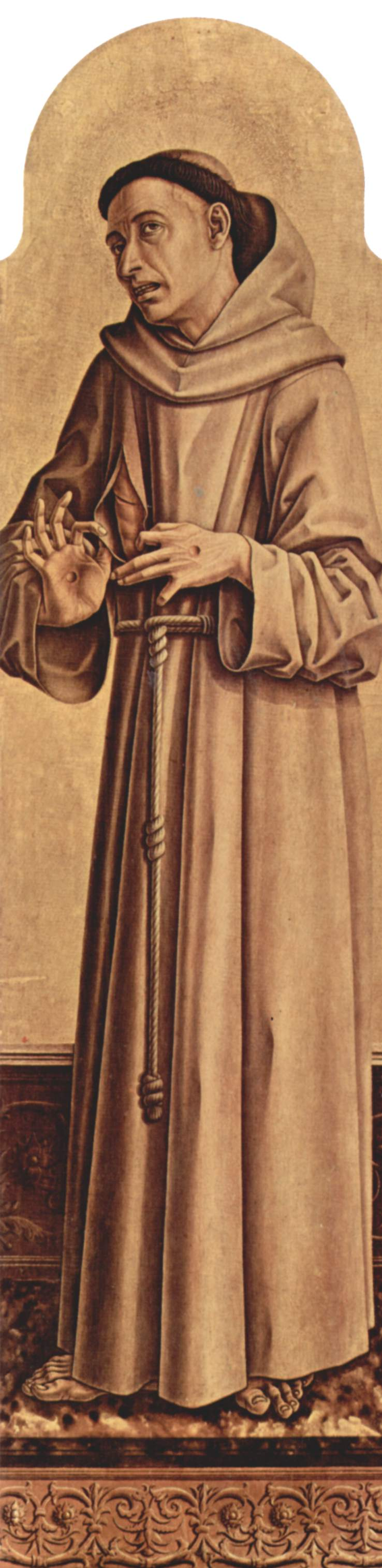
Карло Кривелли. Св. Франциск. Ок. 1470
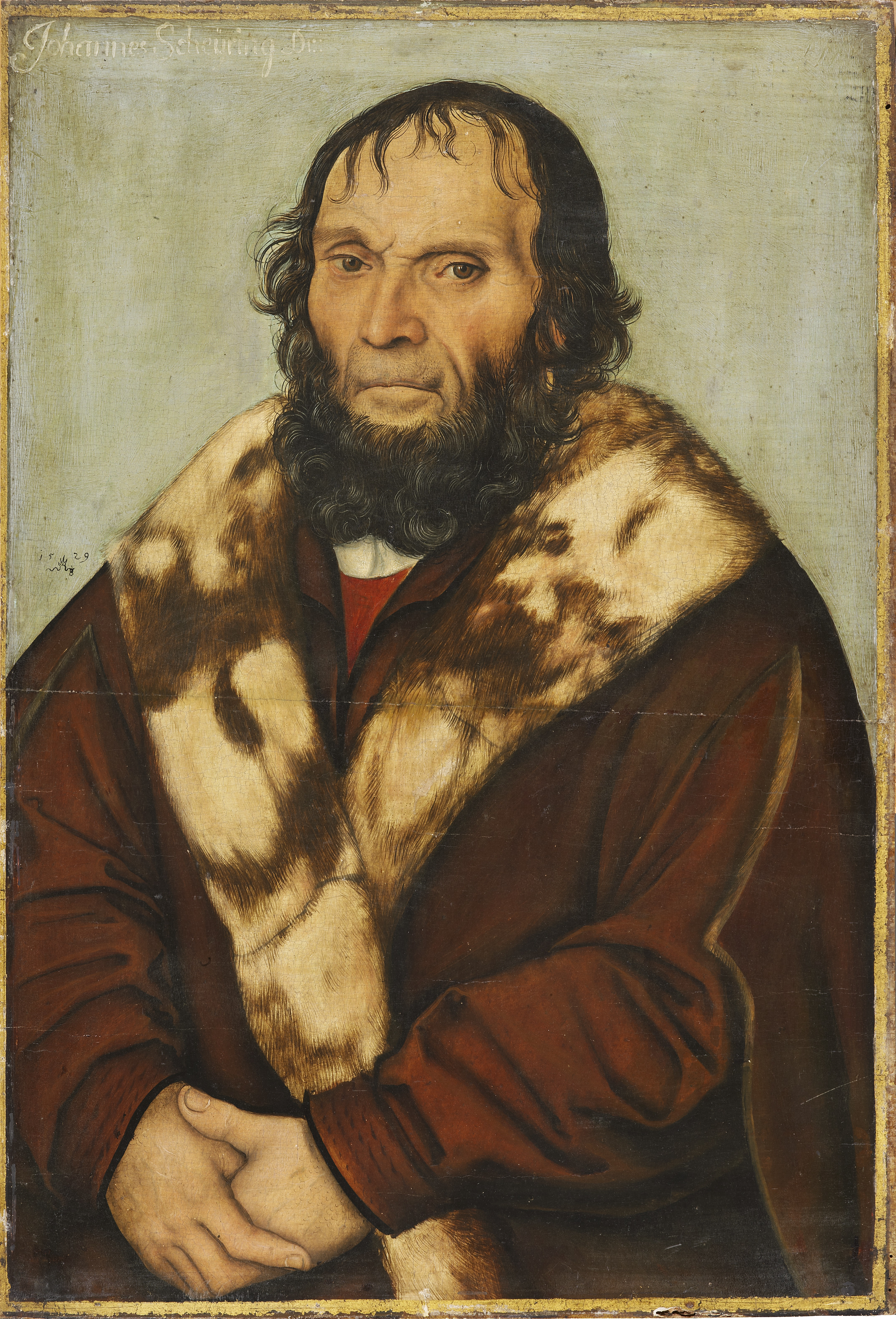
Лукас Кранах (Старший). Портрет доктора Шейринга. 1529

## Музей современного искусства
Основу коллекции XIX в. в Музее современного искусства составляют работы бельгийских художников. Наряду с традиционными работами Антуана Жозефа Вирца следует выделить скульптуры Константина Менье, многие из которых изображают рабочих и шахтёров. В музее хранится «Саломея» Альфреда Стевенса, наиболее известного представителя бельгийского импрессионизма. В музее представлены также такие известные работы, как «Русская музыка» Джеймса Энсора и «Нежность сфинкса» Фернана Кнопфа.
Среди живописных шедевров XIX в., представленных в музее, особо выделяются «Смерть Марата» Жака Луи Давида, «Вергилий, читающий „Энеиду“ семье императора Августа» Жана Огюста Доминика Энгра, «Пейзаж Орнана» Гюстава Курбе и «Портрет Луизы Ризенер и Евы Каллимаки-Катарги(?)» Анри Фантен-Латура. Французскую живопись конца XIX в. представляют «Портрет Сюзанны Бамбридж» Поля Гогена, «Весна» Жоржа Сёра, «Бухта» Поля Синьяка, «Два ученика» Эдуара Вюйара, пейзаж Мориса Вламинка и скульптура Огюста Родена «Кариатида», «Портрет крестьянина» Винсента ван Гога (1885 г.) и «Натюрморт с цветами» Ловиса Коринта.

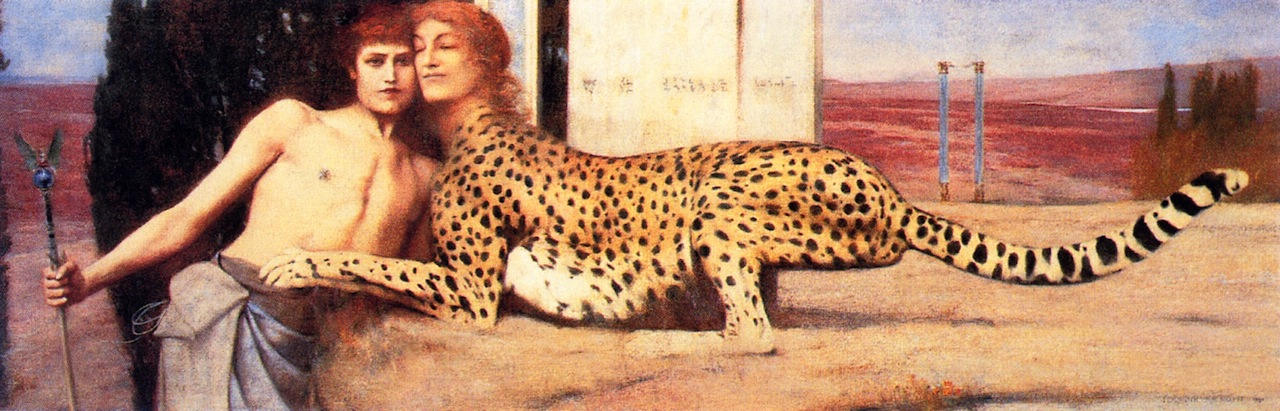
Фернан Кнопф. Искусство, или нежность сфинкса. 1896.
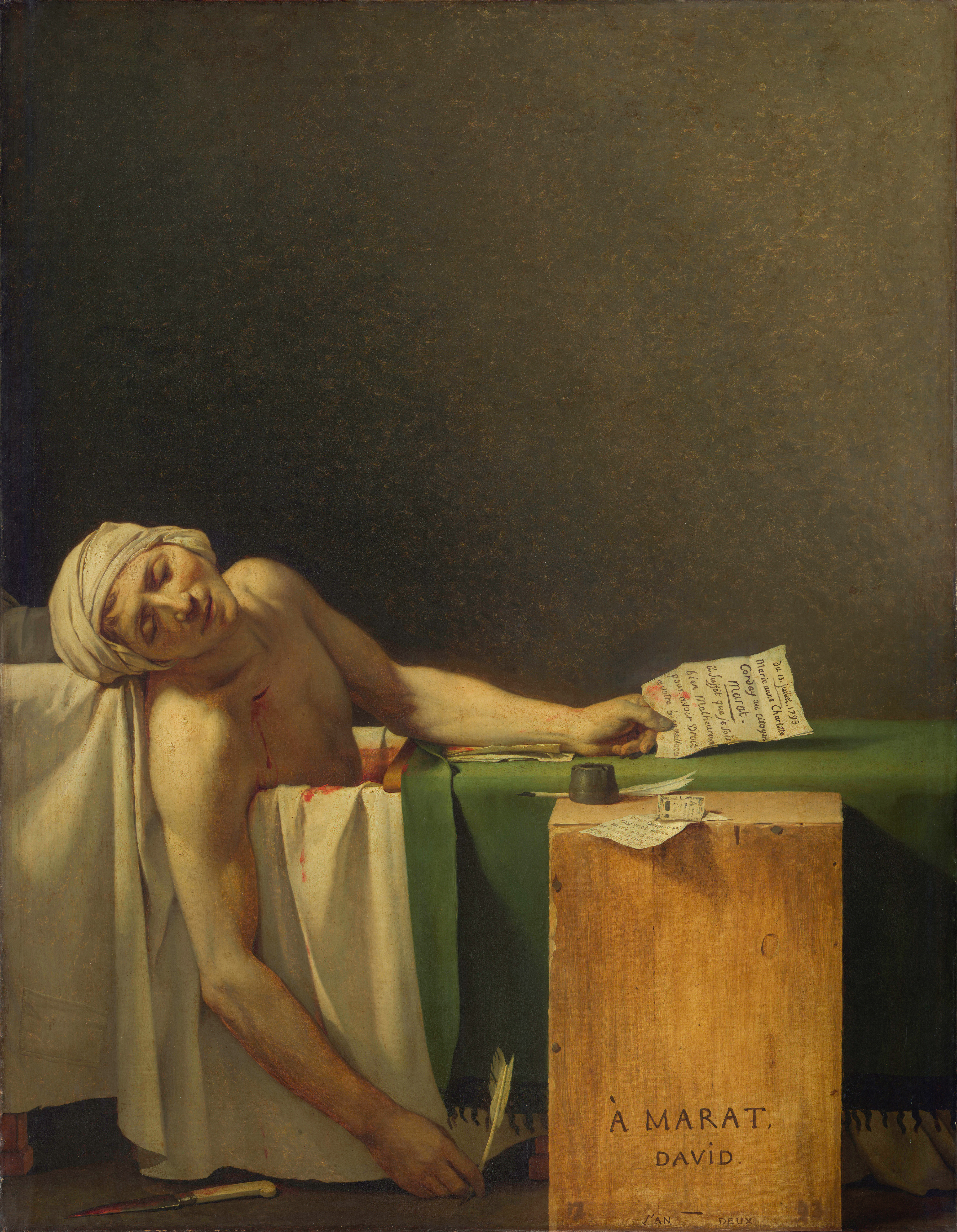
Жан Луи Давид. Смерть Марата. 1793
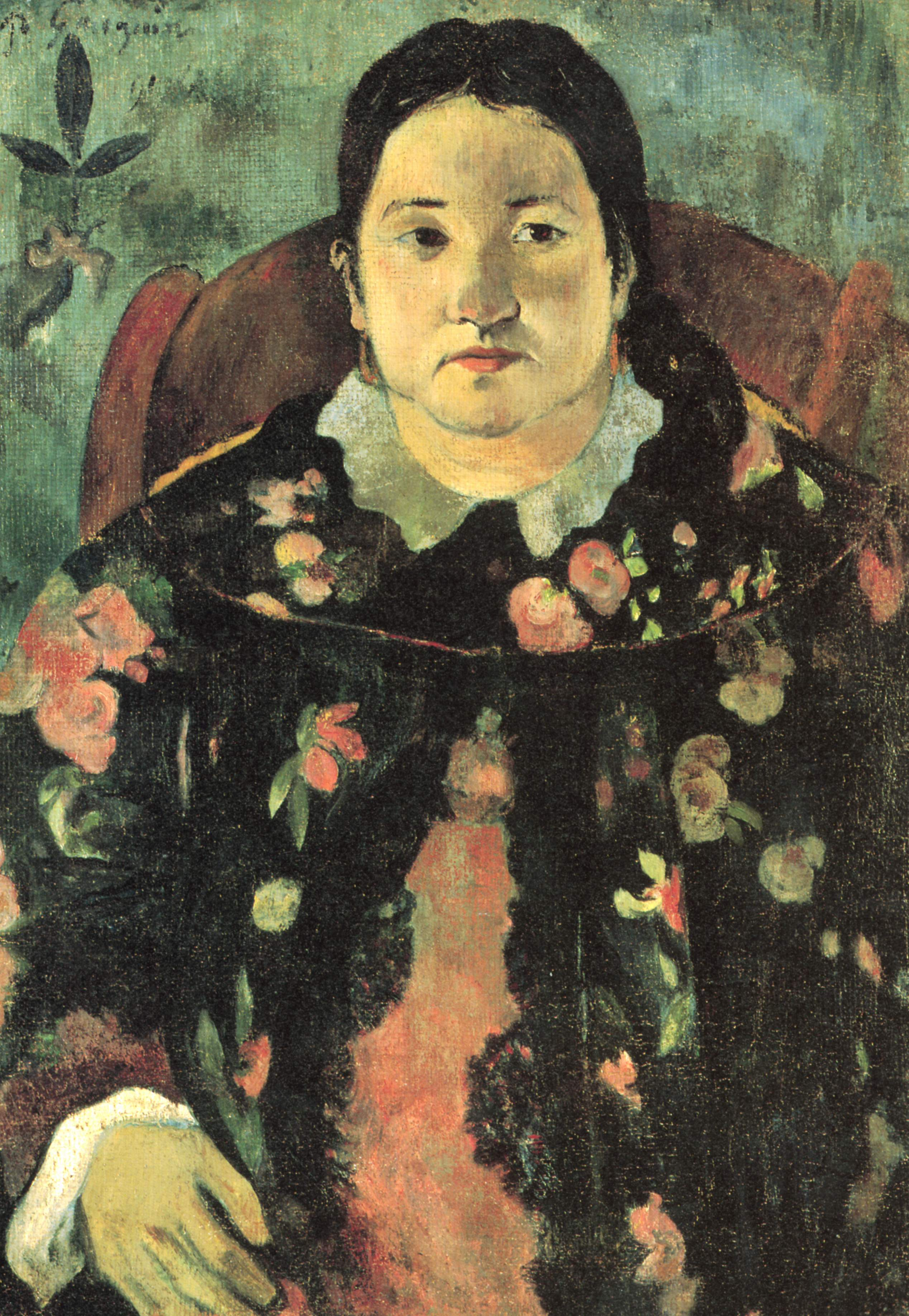
Поль Гоген. Портрет Сюзанны Бамбридж. 1891
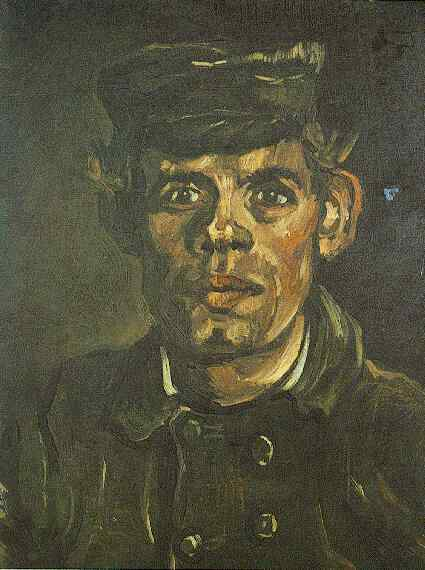
Винсент ван Гог. Портрет крестьянина

В музее собрана обширная коллекция произведений бельгийских сюрреалистов. Магритт представлен в музее своими «L’homme du large», «Le joueur secret», «Империей света», «Le démon de la perversité», «Le galet» и «La réponse imprévue», Поль Дельво — «Le couple», «Пигмалионом» и «Train du soir» — типичным для этого художника сюжетом железной дороги. Музей хранит «L’armée céleste» Макса Эрнста.

## Музеи художников
В пригороде Брюсселя Икселе находятся два музея художников, входящих в состав Королевских музеев. Музей Антуана Вирца открылся публике еще в 1868 г., а Музей Константина Менье был включен в состав Королевских музеев с 1978 г.